# Aeolochroma
Aeolochroma là một chi bướm đêm thuộc họ Geometridae.

## Các loài
- Aeolochroma acanthina (Meyrick, 1888)
- Aeolochroma hypochromaria (Guenée, 1857)
- Aeolochroma melaleucae (Goldfinch, 1929)
- Aeolochroma metarhodata (Walker, [1863])
- Aeolochroma mniaria (Goldfinch, 1929)
- Aeolochroma olivia (Goldfinch, 1943)
- Aeolochroma pammiges (Turner, 1941)
- Aeolochroma prasina (Warren, 1896)
- Aeolochroma quadrilinea (Lucas, 1892)
- Aeolochroma rhodochlora (Goldfinch, 1929)
- Aeolochroma saturataria (Walker, 1866)
- Aeolochroma subrubescens (Warren, 1896)
- Aeolochroma turneri (Lucas, 1890)
- Aeolochroma unitaria (Walker, 1860)
- Aeolochroma viridicata (Lucas, 1890)